# Álvaro Gabriel Sánchez Pose
Álvaro Gabriel Sánchez Pose (Montevideo, 18 de desembre de 1966) és un exfutbolista uruguaià, que ocupava la posició de davanter.

## Trajectòria
Després de destacar al seu país, a les files del Nacional de Montevideo, el 1987 recala a la UE Lleida, de la Segona Divisió espanyola. Al club català hi roman durant dues temporades, en les quals, tot i no ser titular, aconsegueix 11 gols en 27 partits.
Quan el Lleida baixa a Segona B a l'estiu de 1989, l'uruguaià fitxa pel Cadis CF, de la màxima categoria espanyola. A la 89/90 disputa 13 partits i marca un gol amb els andalusos, però durant les dues temporades següents és suplent, amb només dues aparicions.
Acabà la temporada 91/92 a l'Elx CF, on també disputa la campanya següent, amb els valencians a Segona B. A eixa mateixa categoria pertany el Polideportivo Ejido, club en el qual hi va disputar la temporada 93/94.